# La armonica de cristal
La armónica de cristal (en ruso: Стеклянная гармоника, romanizado: Steklyannaya Garmonika) es un cortometraje animado soviético de 1968 dirigido por Andrei Khrzhanovsky. Ganó notoriedad por estar prohibida en la URSS hasta la perestroika. También se destaca por su animación única y surrealista, que incluye referencias a muchas obras de arte de artistas como René Magritte, El Bosco, Giuseppe Arcimboldo, Francisco Goya, Alberto Durero, El Greco, John Heartfield y Pinturicchio. La película no contiene diálogos hablados y se basa en la narración visual.

## Trama
La historia comienza con un texto en ruso que dice: "Hace mucho tiempo, un artesano creó un instrumento musical mágico y lo llamó: La armónica de cristal. El sonido de este instrumento inspiraba pensamientos elevados y buenas acciones. Una vez, el artesano llegó a un pueblo cuyos ciudadanos estaban esclavizados... por un demonio amarillo". El artesano toca la canción para los ciudadanos en la plaza del pueblo y desde allí se dispersan bolas mágicas de colores. Un hombre toca una y ésta se convierte en una rosa roja en su mano. De repente, el "diablo amarillo" (el gobernante del pueblo) aparece junto al artesano y se lo lleva. El diablo amarillo rompe la armónica de cristal en pedazos y nunca más se vuelve a ver al artesano. El hombre con la rosa la escondía entre sus manos, hasta que un soplón le quita la mano y se la señala al diablo amarillo. El diablo amarillo grita una orden y, de repente, aparece un par de guardias y lo agarra. Deja caer la rosa, que se marchita y muere. El hombre no es visto nuevamente y el diablo amarillo recompensa al soplón con una moneda de oro con su cara. El diablo amarillo grita otra orden y los habitantes del pueblo corren hacia una torre de reloj y la destrozan. El único que no sigue la orden es un joven que recoge la rosa muerta, tras lo cual ésta recupera la vida y florece.
La película luego sigue a un hombre y una mujer que roban la manecilla de la hora de la torre del reloj para llevarla a su casa, que está llena de otros objetos al azar. El hombre observa el otro lado de una pared a través de un gran ojo de cerradura, donde ve al soplón en una habitación llena de grandes cofres. El soplón abre uno y descubre que está lleno de monedas de oro, y coloca dentro la que le dio el diablo amarillo. Luego se baña en sus monedas hasta que se atraganta con una. Lo escupe y el líquido entra por el ojo de la cerradura en la casa del hombre. La moneda rueda hacia la mujer y ella la esconde bajo su pie. El hombre intenta cogerlo, pero la mujer se transforma en hipopótamo y lo empuja. El hombre se transforma en un rinoceronte y comienza a atacarla cuando, de repente, suena un tambor desde la plaza del pueblo y corren hacia él junto con el resto de la gente del pueblo.
Todos los ciudadanos se han transformado en varios monstruos. En la plaza de la ciudad se encuentran ahora estatuas gigantes de la mano del diablo amarillo sosteniendo una de sus monedas. Los monstruosos habitantes del pueblo acuden en masa a las estatuas, donde luchan entre sí hasta que caen. Comienzan a levantarse cuando el niño que recogió la rosa caída antes regresa como un hombre adulto, tocando la armónica de cristal. Aquellos que escuchan su música se transforman de monstruos a diversas figuras reconocidas a lo largo de la historia. Pronto, hay una gran multitud de personas iluminadas siguiendo la armónica de cristal. Comienzan a volar por el aire, hasta que están a punto de llegar al cielo, cuando de repente aparece el diablo amarillo y vuelven a caer al suelo. Una vez más rompe la armónica de cristal en pedazos y el hombre que la tocaba desaparece. El diablo amarillo muestra una de sus monedas a los habitantes del pueblo como antes, pero esta vez los habitantes ilustrados no reaccionan. En lugar de ello, alguien coge una rosa del suelo, que se multiplica y pasa de mano en mano al grupo. Después de esto, el diablo amarillo se desvanece y desaparece en un destello de luz. Los habitantes del pueblo devuelven las partes de la torre del reloj que habían tomado y la reconstruyen.

## Censura
La Armónica de Cristal, como todos los medios soviéticos, tuvo que ser revisada por el gobierno antes de poder ser lanzada. Varios aspectos de la película fueron considerados no aptos para su estreno por los censores. El estilo de animación surrealista dibujado a mano y la banda sonora poco ortodoxa compuesta por Alfred Schnittke contradecían el estilo artístico del realismo socialista que había sido impuesto por el gobierno soviético. La naturaleza ambigua y el mensaje de la película podrían interpretarse de manera antigubernamental. Se pueden establecer fácilmente paralelismos entre el diablo amarillo, un gobernante indiferente y poderoso que impide a sus ciudadanos alcanzar su máximo potencial suprimiendo el arte y la creatividad y al mismo tiempo haciendo desaparecer a quienes se le oponen, y los diversos regímenes de la Unión Soviética. La armónica de cristal, al menos en la superficie, es una película de propaganda antioccidental y anticapitalista, como muchas otras películas soviéticas. Comienza diciendo: "Aunque los acontecimientos de esta película son de carácter fantástico... sus autores quieren recordarles la codicia desmedida, el terror policial... el aislamiento y la brutalización de los seres humanos en la sociedad burguesa moderna". A pesar de esta declaración, los censores dictaminaron que La armónica de cristal no era adecuada para el público y la prohibieron. Así se mantuvo hasta la perestroika.